# Egbert Ten Eyck
Egbert Ten Eyck (* 18. April 1779 in Schodack, New York; † 11. April 1844 in Watertown, New York) war ein US-amerikanischer Jurist und Politiker. Zwischen 1823 und 1825 vertrat er den Bundesstaat New York im US-Repräsentantenhaus.

## Werdegang
Egbert Ten Eyck wurde während des Amerikanischen Unabhängigkeitskrieges im Rensselaer County geboren. 1799 graduierte er am Williams College in Williamstown (Massachusetts). Er studierte Jura. Nach dem Erhalt seiner Zulassung als Anwalt 1807 begann er in Watertown zu praktizieren. Er saß in den Jahren 1812 und 1813 in der New York State Assembly, wo er als Speaker diente. 1816 war er Supervisor vom Jefferson County und Trustee der Village von Watertown. Er war einer der Gründer der Jefferson County National Bank. 1817 bekleidete er den Posten als First Secretary der Jefferson County Agricultural Society. Er war 1820 Präsident der Village von Watertown. 1822 nahm er als Delegierter an der Verfassunggebenden Versammlung von New York teil.
Als Folge einer Zersplitterung der Demokratisch-Republikanischen Partei vor und während der Präsidentschaft von John Quincy Adams (1825–1829) schloss er sich der Crawford-Fraktion an. Bei den Kongresswahlen des Jahres 1822 für den 18. Kongress wurde Ten Eyck im 20. Wahlbezirk von New York in das US-Repräsentantenhaus in Washington, D.C. gewählt, wo er am 4. März 1823 die Nachfolge von David Woodcock und William B. Rochester antrat. Er wurde einmal wiedergewählt. Bei den Kongresswahlen des Jahres 1824 trat er für die Jacksonian-Fraktion an. Seine Wahl wurde allerdings erfolgreich von Daniel Hugunin junior angefochten, so dass Ten Eyck am 15. Dezember 1825 aus dem Kongress ausschied.
Nach seiner Kongresszeit war er neun Jahre lang als Richter an den Gerichten vom Jefferson County tätig. Er verstarb am 11. April 1844 in Watertown und wurde dann auf dem Brookside Cemetery beigesetzt.